# 唐紹華
唐紹華（1908年1月16日—2008年6月26日），安徽巢縣人，中華民國劇作家、導演、詩人、學者。台灣影劇事業的開拓者之一。

## 生平
清光緒三十三年十二月十三日，唐紹華出生於安徽巢縣。民國22年（1933年）国立中央大学畢業。曾任《中央日報》記者，並創辦《中國人》旬刊（後改為《良心話》），主編《文化雜誌》、《新世紀》及《國是》等刊物。抗戰時在重慶編演話劇「碧血黃花」，轟動一時。抗戰勝利後，在上海創辦「中國第一電影企業公司」、「群星影藝公司」。民國38年任香港新華影業公司製片主任。民國40年到臺，曾任臺灣電影事業股份有限公司副總經理、嘉禾影業董事長，並在臺灣藝術專科學校、政工幹校、輔仁大學、中國文化大學任教。民國37年由他參與編劇的《花蓮港》，是二戰後台灣最早拍攝的電影之一。民國39年他導演的《春滿人間》，帶起了台灣民營鄉土片的風潮。唐紹華所導的臺語電影《廖添丁傳》（1956年）亦頗受矚目。
民國97年（2008年)6月26日，病逝於美國洛杉磯蒙市，享年一百歲。一生所創作劇本有百餘部，如電影《王寶釧》(1967)、《西施》(1966)等。

## 主要作品

### 詩集
- 《北風集》
- 《忘憂草》
- 《生之戰爭》

### 劇作
- 《祖國》
- 《碧血黃花》
- 《日落》
- 《財奴》
- 《一群馬鹿》
- 《黨人魂》
- 《董小宛》
- 《小鳳仙》
- 《藍狐狸》
- 《欲海無邊》
- 《唐紹華劇集》

### 劇評
- 《抗戰劇本一百種》

### 雜文
- 《前線去來》
- 《眾醉又化為醒》

### 影劇理論
- 《編導學》
- 《中國電影史》
- 《電影導演與電視導執》

其他
- 《文壇往事見證》 傳記文學出版社 民國85年

### 導演
- 《綠島之夜》 (1964)
- 《孽火》 (1959)
- 《水擺夷之戀》 (1958)
- 《情報販子》 (1957)
- 《五子哭墓》 (1957)
- 《馬車夫之戀》 (1956)
- 《廖添丁》 (1956)
- 《林投姐》 (1956)
- 《沒有女人的地方》 (1956)
- 《珠光寶氣》 (1948)

### 編劇
- 《王寶釧平貴回窯》 (1975)
- 《大摩天嶺》 (1974)
- 《秦雪梅》 (1967)
- 《王寶釧》(上、下集) (1967)
- 《西施》 (1966)
- 《勾踐復國》 (1965)
- 《綠島之夜》 (1964)
- 《孽火》 (1959)
- 《水擺夷之戀》 (1958)
- 《鵑血忠魂》 (1957)
- 《馬車夫之戀》 (1956)
- 《廖添丁》 (1956)

## 連結
- 百年如一日的唐紹華（文訊雜誌第275期--人物春秋）
- 唐紹華 | Tang Shaohua | 中文電影資料庫（页面存档备份，存于）